# Erik Andersson (ishockeyspelare född 1994)
Erik Andersson, född 4 juli 1994 i Nittorp, är en svensk professionell ishockeyspelare som spelar för Björklöven i HA.